# Lugau

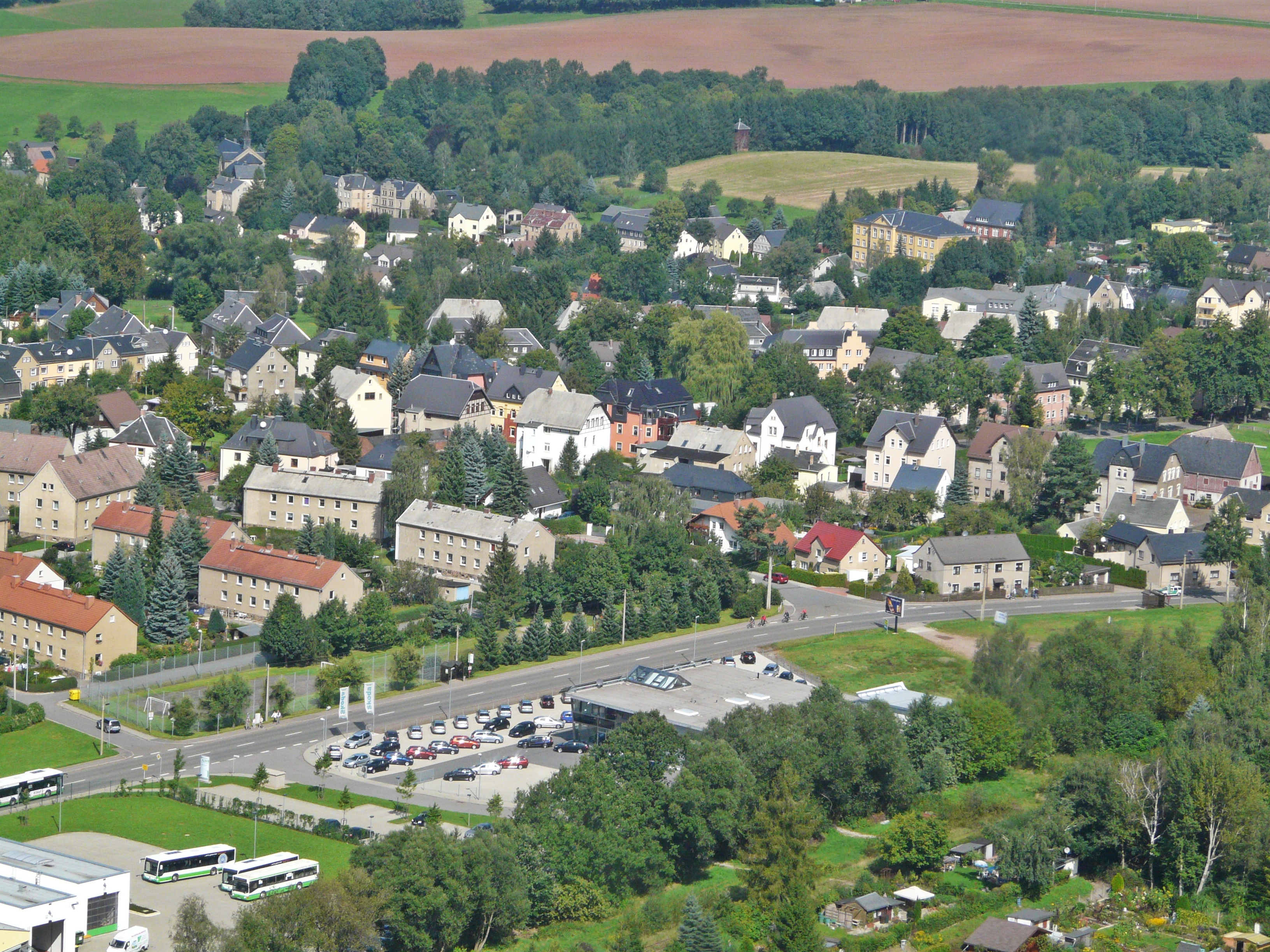
Blick auf Lugau

Lugau ist eine Stadt im Nordwesten des Erzgebirgskreises in Sachsen. Sie ist Sitz der Verwaltungsgemeinschaft Lugau.

## Geografie
Lugau liegt etwa 12 Kilometer südwestlich von Chemnitz und etwa 20 Kilometer nordöstlich von Zwickau am Nordrand des Erzgebirges. Der Großteil der Stadt befindet sich auf dem Höhenrücken zwischen dem Hegebach- und dem Würschnitztal. Der Ursprung der Stadt findet sich im Lugautal.
Der in der Stadt im Pfarrwald entspringende Bach Lugau mündet in der Nachbargemeinde Gersdorf in den Hegebach, welcher wiederum in den Lungwitzbach mündet. An diesem Bach entlang zieht sich das ehemalige Waldhufendorf. Am Stadtrand liegt der Lorenzteich.
Etwa 6 km südlich von Lugau befindet sich die große Kreisstadt Stollberg/Erzgeb.
Östlich der Stadt Lugau befindet sich der ca. 300 ha große Steegenwald.

### Nachbargemeinden
In der Umgebung grenzen folgende Städte und Gemeinden an Lugau:
- Stadt Chemnitz OT Mittelbach
- Stadt Oelsnitz/Erzgeb.
- Stadt Oberlungwitz
- Jahnsdorf
- Niederdorf
- Niederwürschnitz
- Gersdorf

### Stadtgliederung
Im örtlichen Sprachgebrauch ist Lugau in Ober- und Niederlugau geteilt. Außerdem befinden sich am oberen Ende der Chemnitzer Straße der Ortsteil Neukirchberg, der jedoch in nur noch wenigen Karten aufgeführt ist. Der Ortsteil besitzt auch kein eigenes Ortsschild und ist somit völlig in die Stadt Lugau eingegliedert.
- Kernstadt Lugau (Oberlugau/Niederlugau)
- Erlbach-Kirchberg, seit 2013
- Neukirchberg, seit 1956
- Ursprung, seit 2013

## Geschichte

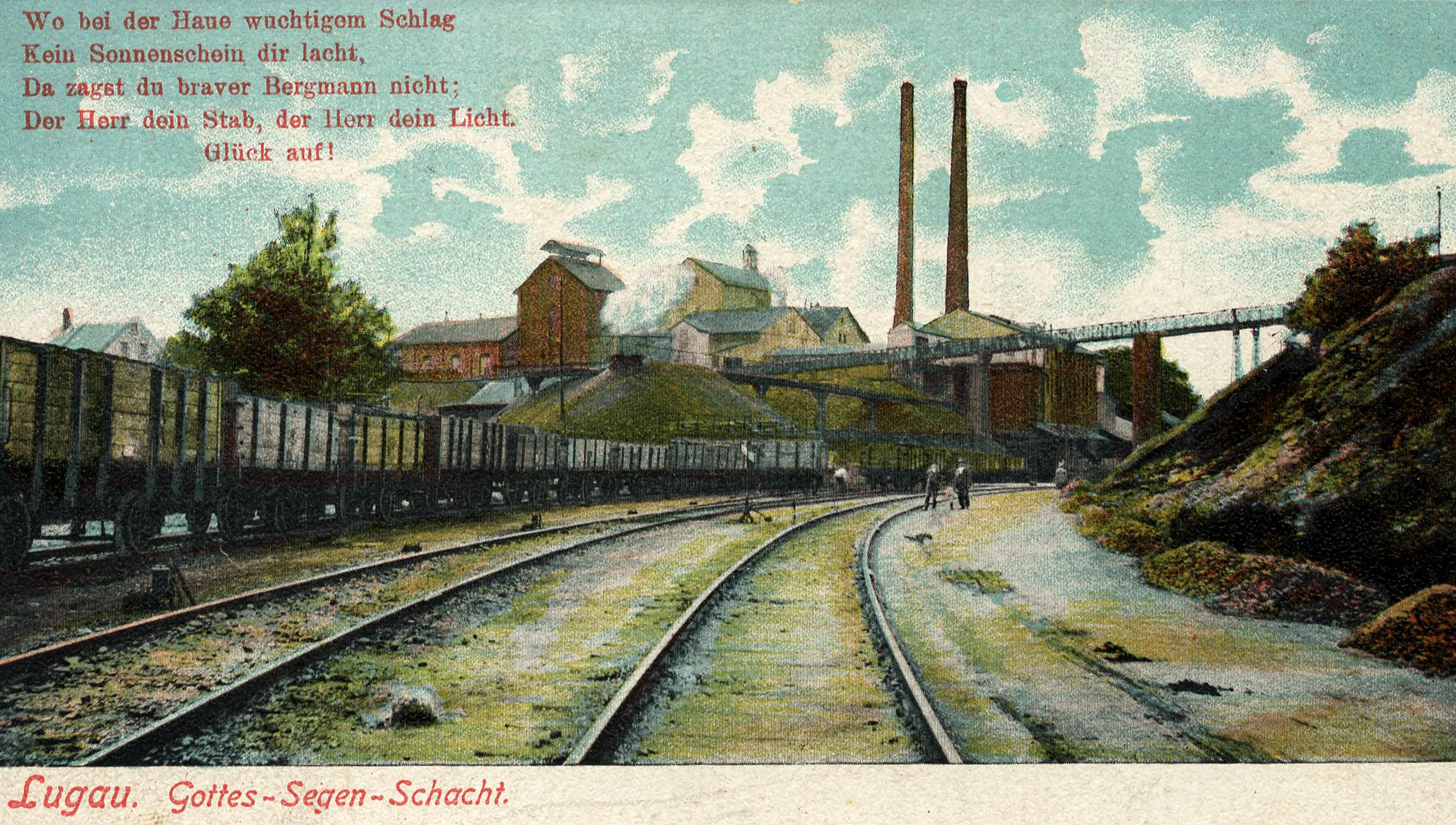
Der Gottes-Segen-Schacht um 1900

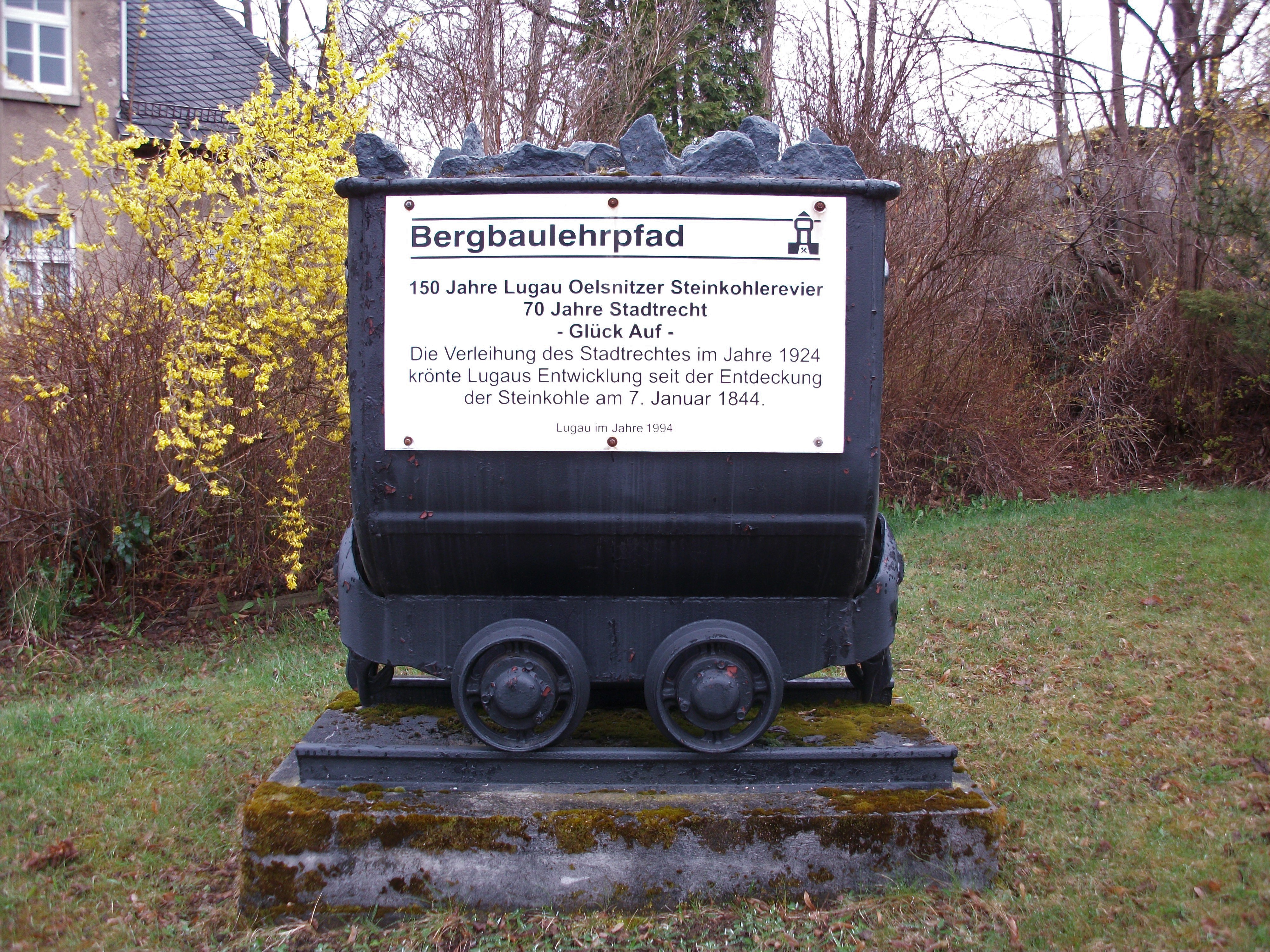
Bergbaudenkmal beim Rathaus Lugau

Lugau wurde gegen Ende des 12. Jahrhunderts als Waldhufendorf gegründet. Die erste urkundliche Erwähnung erfolgte 1438 als zcum Luge. Um 1470 schrieb man Lugk. Bis ins 19. Jahrhundert blieb Lugau ein armes kleines Dorf. Im Jahr 1844 wurde Steinkohle gefunden und infolgedessen entstanden mehrere Bergwerke zu deren Abbau (Lugau-Oelsnitzer Revier). Dieser Aufschwung zog sehr viele neue Einwohner in die Region und innerhalb von 50 Jahren verzwanzigfachte sich die Einwohnerzahl auf ca. 8.000. Am 1. Juli 1867 geschah ein schweres Grubenunglück, durch den Schachteinsturz auf „Neue Fundgrube“ kamen 101 Bergleute ums Leben.
Das Stadtrecht wurde Lugau 1924 verliehen.
Nachdem die Kohlevorkommen im Revier erschöpft waren, begegnete man dem Wegfall von Arbeitsplätzen mit der Ansiedlung von verschiedenen Betrieben. Gebäude geschlossener Schachtanlagen wurden teilweise als Wohngebäude oder für gewerbliche Zwecke weitergenutzt.
Im Jahr 1983 wurde der Motorsportclub Lugau gegründet, damals als MC Stahl Lugau.
Seit dem 1. Januar 1994 bildeten Lugau, Erlbach-Kirchberg und Ursprung – seit 1999 nach Erlbach-Kirchberg eingemeindet – eine Verwaltungsgemeinschaft. Seit dem 1. Januar 2000 gehört auch die Gemeinde Niederwürschnitz dazu. Die Gemeinde Erlbach-Kirchberg wurde zum 1. Januar 2013 nach Lugau eingemeindet.
Internationale Aufmerksamkeit erhielt Lugau durch das 1887 in London erschienene Buch von Margaret Roberts „The Fiddler of Lugau“, das die Lebensumstände während der Napoleonischen Kriege beschrieb.

## Politik

### Stadtrat
Der Stadtrat setzt sich seit den Stadtratswahl am 9. Juni 2024 aus 18 Stadträten von 4 Parteien/Wählergruppen zusammen. Dabei sind die Mandate wie folgt verteilt:
| Liste                          | 2024   | 2024   | 2019   | 2019   | 2014   | 2014   |
| Liste                          | Sitze  | in %   | Sitze  | in %   | Sitze  | in %   |
| ------------------------------ | ------ | ------ | ------ | ------ | ------ | ------ |
| Freie Wählergemeinschaft Lugau | 8      | 42,7   | 8      | 43,4   | 8      | 45,0   |
| AfD                            | 5      | 27,8   | 3      | 15,8   | –      | –      |
| CDU                            | 3      | 18,9   | 4      | 21,8   | 4      | 23,4   |
| Linke                          | 2      | 10,6   | 3      | 15,7   | 6      | 31,5   |
| Grüne                          | –      | –      | –      | 3,3    | –      | –      |
| Wahlbeteiligung                | 67,5 % | 67,5 % | 61,8 % | 61,8 % | 45,0 % | 45,0 % |

### Bürgermeister
Seit 2008 ist Thomas Weikert (Linke) Bürgermeister von Lugau. Zuletzt wurde er im Juni 2022 mit 97,8 % der gültigen Stimmen wiedergewählt.
| Wahl | Bürgermeister  | Vorschlag | Wahlergebnis (in %) |
| ---- | -------------- | --------- | ------------------- |
| 2022 | Thomas Weikert | Linke     | 97,8                |
| 2015 | Thomas Weikert | Linke     | 87,1                |
| 2008 | Thomas Weikert | Linke     | 45,0                |
| 2001 | Rainer Unfried | CDU       | 76,9                |
| 1994 | Rainer Unfried | CDU       | 50,6                |

### Städtepartnerschaft
Es besteht eine Partnerschaft mit der Stadt Sallaumines (Frankreich), welche sich auch in der Namensgebung der Sallauminer Straße wiederfinden lässt.

### Städtefreundschaft
Die Stadt Penzberg im oberbayerischen Landkreis Weilheim-Schongau unterhält eine Freundschaft mit Lugau.

## Kultur und Sehenswürdigkeiten
- siehe auch: Liste der Kulturdenkmale in Lugau

### Bauwerke

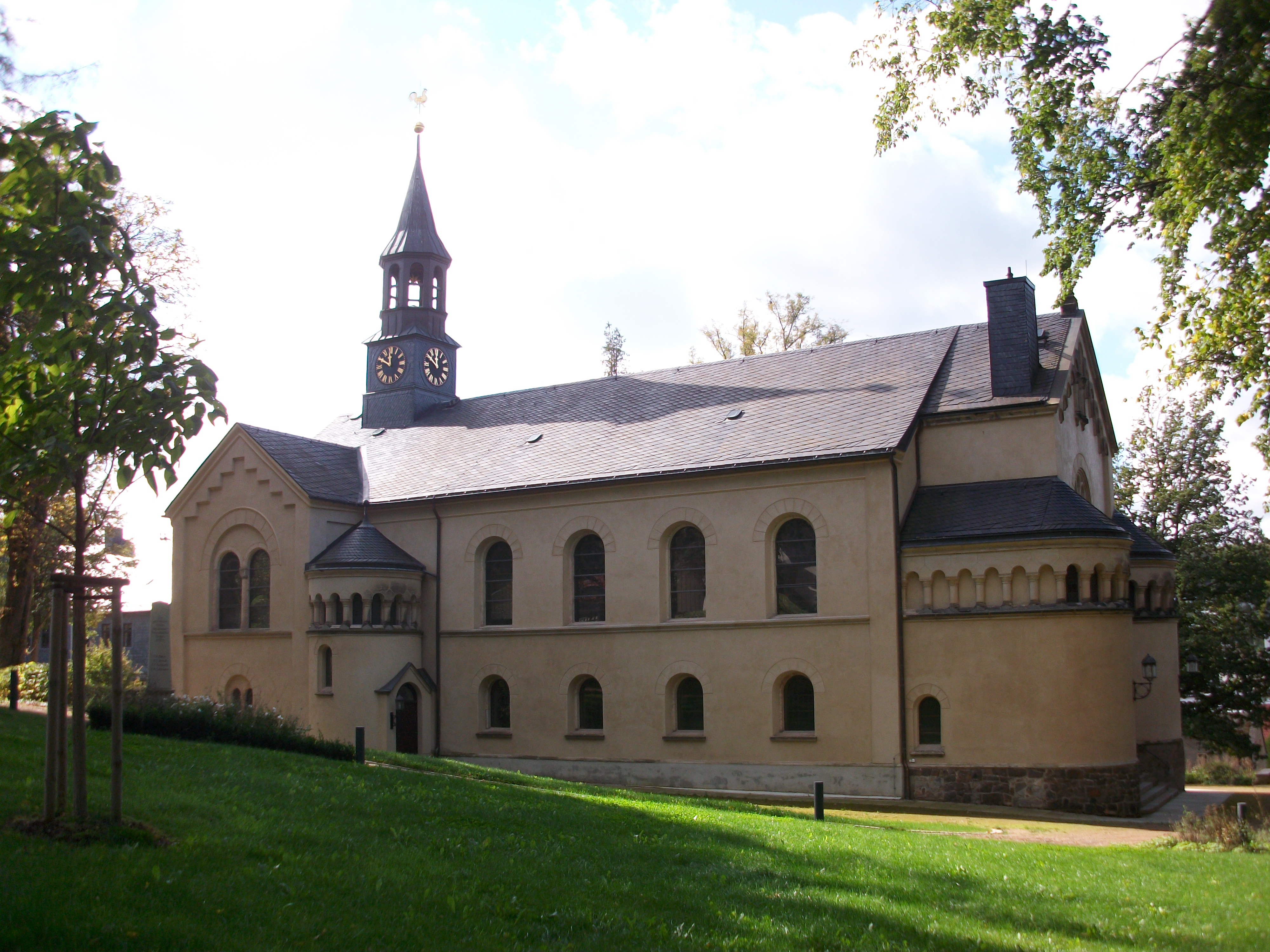
Kreuzkirche Lugau

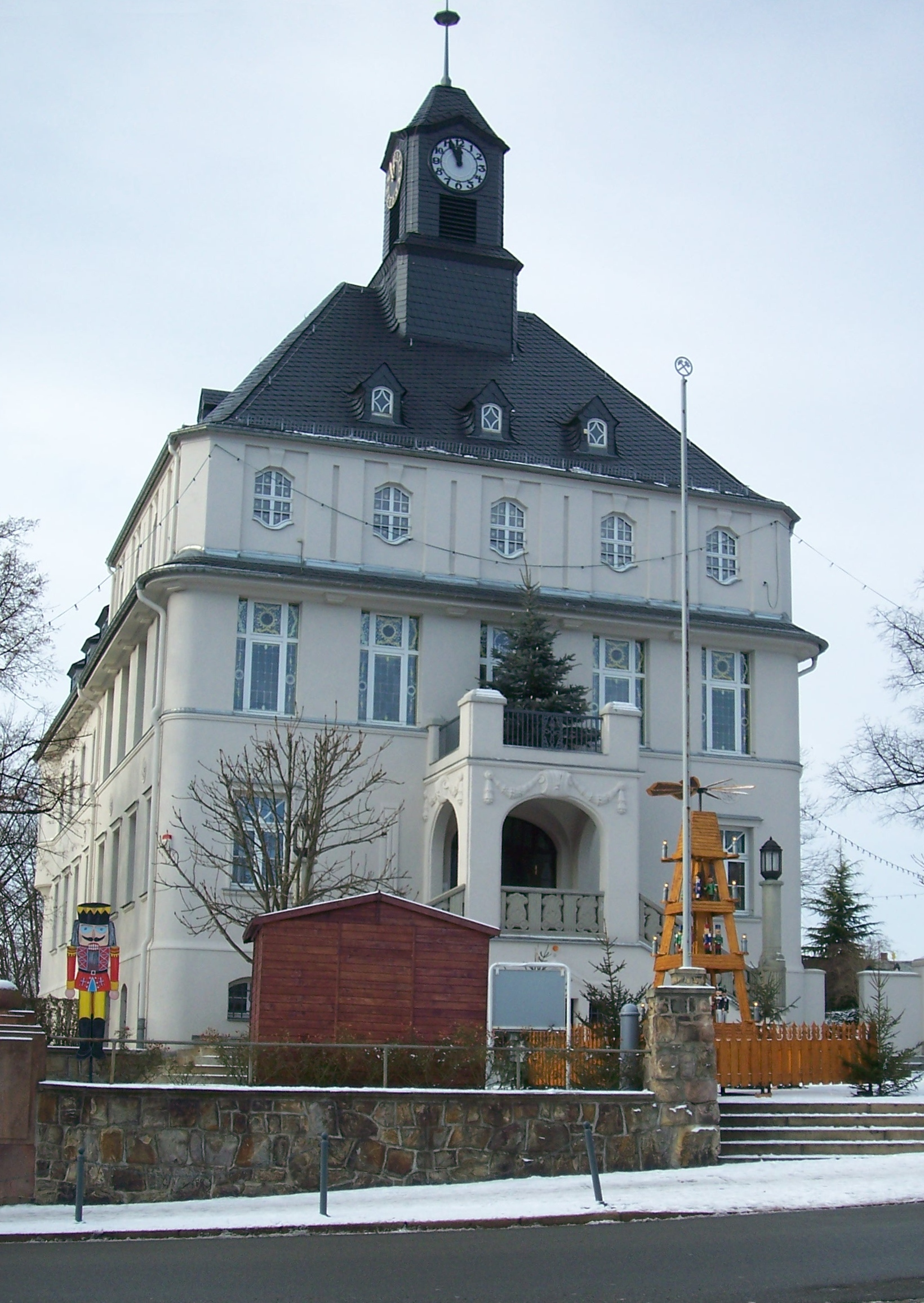
Rathaus mit weihnachtlichem Schmuck im Zentrum von Lugau

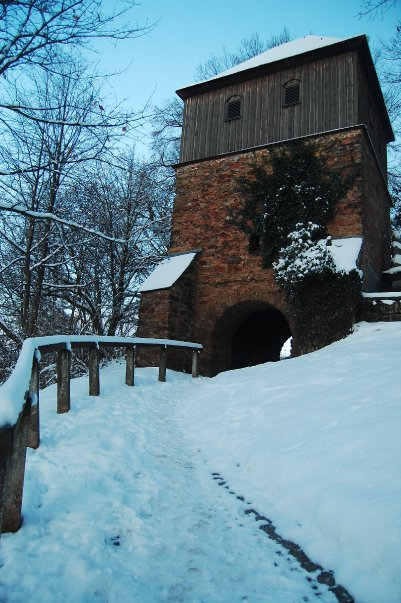
Lugauer Glockenturm im Winter

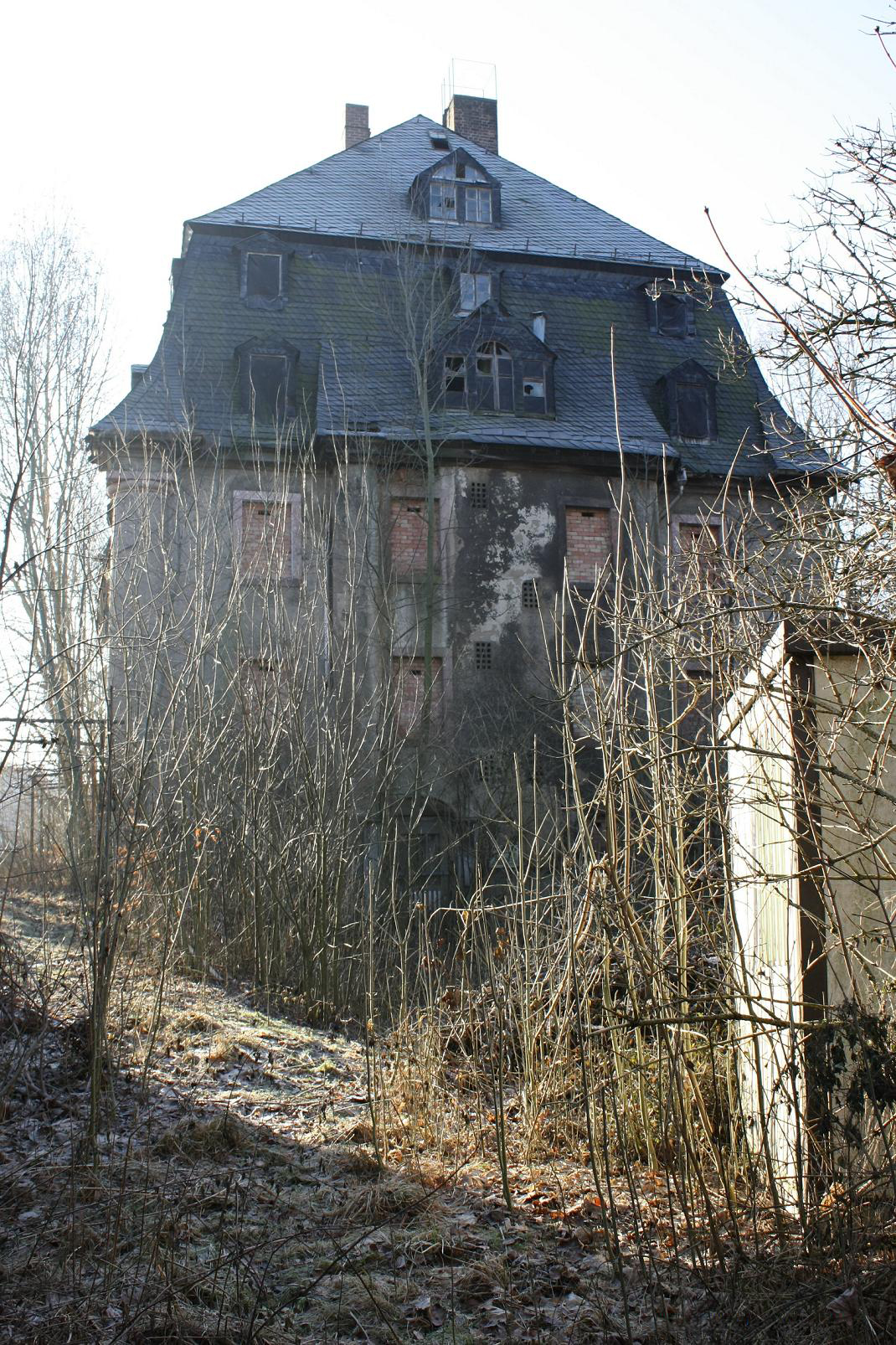
Meinertsche Spinnmühle von 1812

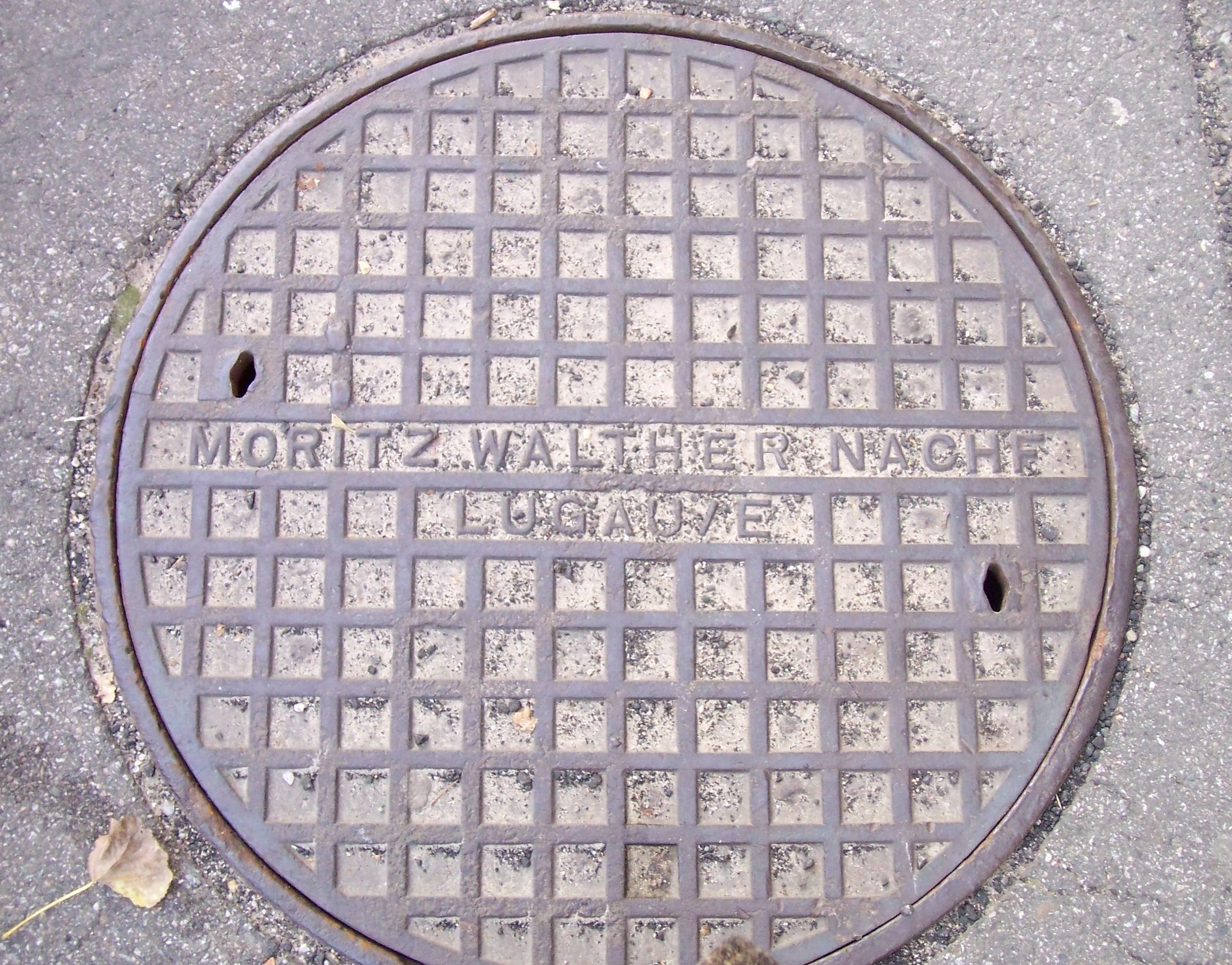
Kanaldeckel aus Lugau in Berlin

Das wohl bekannteste Bauwerk in Lugau ist der „Alte Glockenturm“. Ebenso interessant ist das Rathaus. Das architekturgeschichtlich wertvollste Gebäude der Stadt, die „Meinertsche Spinnmühle“, nach seiner späteren Nutzung auch „Messingwerk“ genannt, wurde 2016 abgerissen. Der 1812 durch Johann Traugott Lohse errichtete Bau war eines der frühesten Zeugnisse der Industrialisierung in Sachsen.
Im architektonischen Bereich findet man in Lugau weiterhin viele Industriezeugen der Bergbauzeit. Aus dieser Zeit ist auch die Eisengießerei Moritz Walther, deren Ruine sich in Richtung Oelsnitz im unteren Teil der Stadt befindet. Bekannt ist diese durch ihre Eisenguss-Kanaldeckelproduktion. So findet man dort produzierte Kanaldeckel heute noch zahlreich, vorrangig in Berlin.
Auf dem Friedhof befindet sich ein vom Chemnitzer Bildhauer Delling geschaffener Obelisk zum Gedenken an das Grubenunglück von 1867.
In der Lugauer Kreuzkirche befindet sich eine von der Firma Ladegast aus Weißenfels 1906 hergestellte pneumatische Orgel. Sie wurde am 13. Mai 2007 nach umfangreicher Restauration wieder geweiht.
Knapp hinter der Einmündung der Flockenstraße in die Stollberger Straße steht das alte Jägerhaus. Das inzwischen im Stadtkern befindliche Gebäude befand sich vor der Industrialisierung noch am Rand des Steegenwaldes, der in seiner Ausdehnung bis weit in das heutige Stadtgebiet reichte.

### Ehemalige Bauwerke

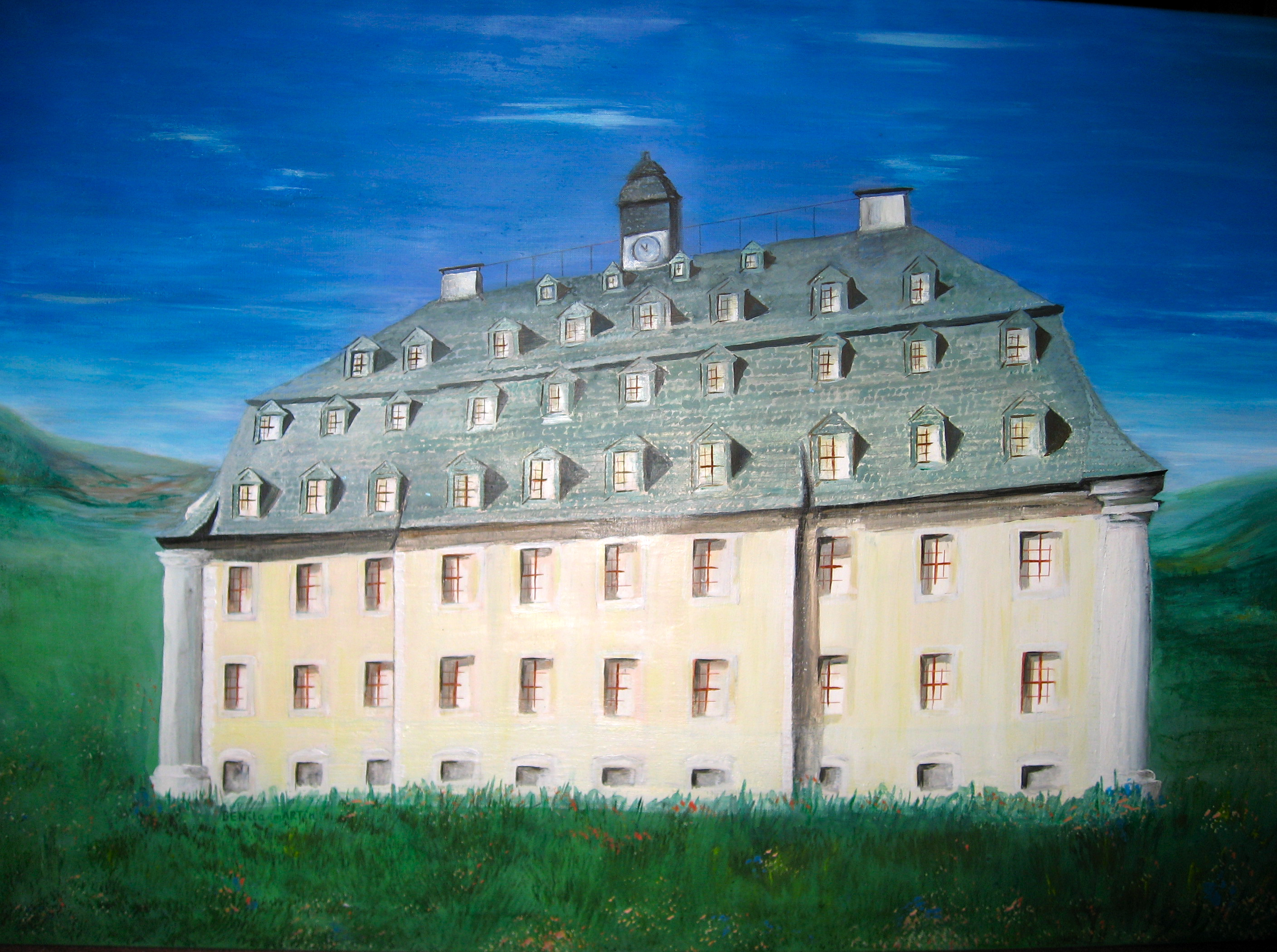
Modell der ehem. Spinnmühle Lugau

In der Umgebung fand man die aus den 1920er Jahren stammende Wirtshaus „Deutsche Eiche“, eines der ersten funktionalen Vergnügungszentren. Hier waren unter einem Dach Kino, Tanzsaal, industrielle Produktion (Strumpfwirkerei), eine Gaststätte und Wohnraum vereint. Erst mehrere Jahrzehnte später setzte sich dieses Prinzip in der Fläche durch und führte zu weiteren ähnlichen Funktionsbauten. Wandgemälde aus den 1920er Jahren und Puttenverzierungen erinnerten an die erfolgreichen Zeiten. Das Gebäude wurde Ende 2007 abgerissen.
In Niederlugau befand sich die vom Baumeister Johann Traugott Lohse 1812 im klassizistischen Stil errichtete Meinertsche Spinnmühle. Es war eines der ältesten erhaltenen Fabrikgebäude Deutschlands und wirkte von außen wie ein Herrenhaus. Das wertvolle Baudenkmal befand sich bis zum Juli 2016 im Verfall. „Es ist ein Skandal“, sagte der stellvertretende Vorsitzende des Deutschen Werkbundes, der Architekt Bernd Sikora. Im Zeitraum von Anfang bis Mitte Juli 2016 wurde das Gebäude aufgrund der stetig wachsenden Gefährdung der umliegenden Anlieger durch das Landratsamt des Erzgebirgskreises abgebrochen.

### Gedenkstätten
- Gedenkstein von 1946 an der Poststraße zwischen Feuerwehrhaus und ehem. Sparkasse zur Erinnerung an die Widerstandskämpfer, die Opfer des Faschismus wurden
- Grabanlage von 1946 auf dem Ortsfriedhof für Verfolgte des Naziregimes
- Gedenkstein an der Kirche für die Opfer des Grubenunglücks vom 1. Juli 1867 im Schacht „Neue Fundgrube“

### Naturdenkmäler
Die durch den Steinkohlenbergbau in der Gegend entstandenen Abraumhalden sind jetzt teilweise nicht mehr als solche zu erkennen; sie waren früher weithin sichtbare prägende Bilder der Stadt.
- Siehe auch: Liste der Naturdenkmale in Lugau

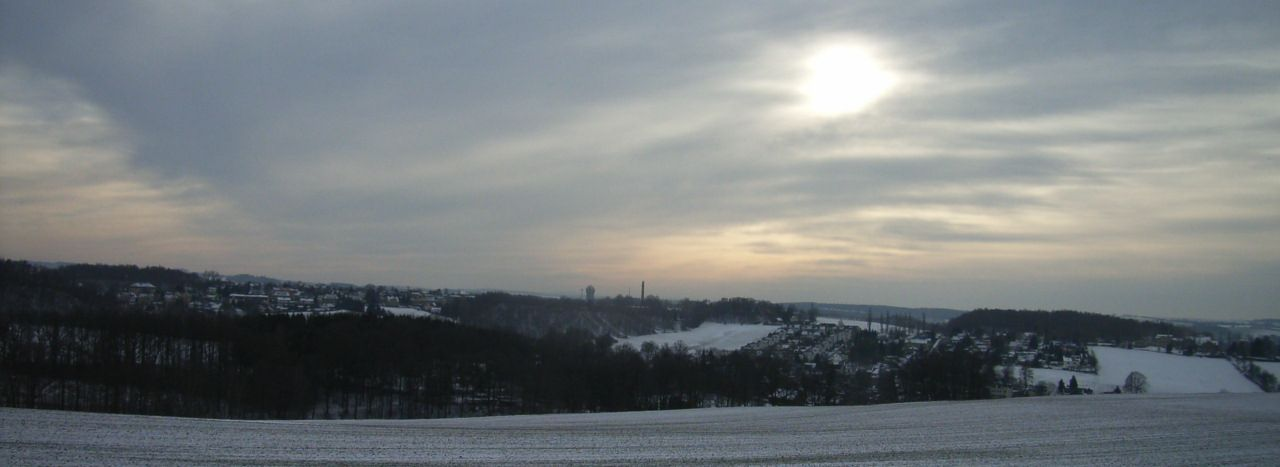
Blick auf renaturierte Halden des Lugau-Oelsnitzer Steinkohlenreviers: Fundgrube, Vertrauenschacht, Gottes-Segen-Schacht, Saxonia-Schacht und Victoria-Schacht (v. r. n. l.). Im Hintergrund sieht man den Förderturm des ehemaligen Karl-Liebknecht-Schachts (vormals Grube „Kaiserin Auguste“). Darunter die Halde des Gottes-Segen-Schachtes, die heute die Rennstrecke „Glückauf“ beheimatet.

### Sport

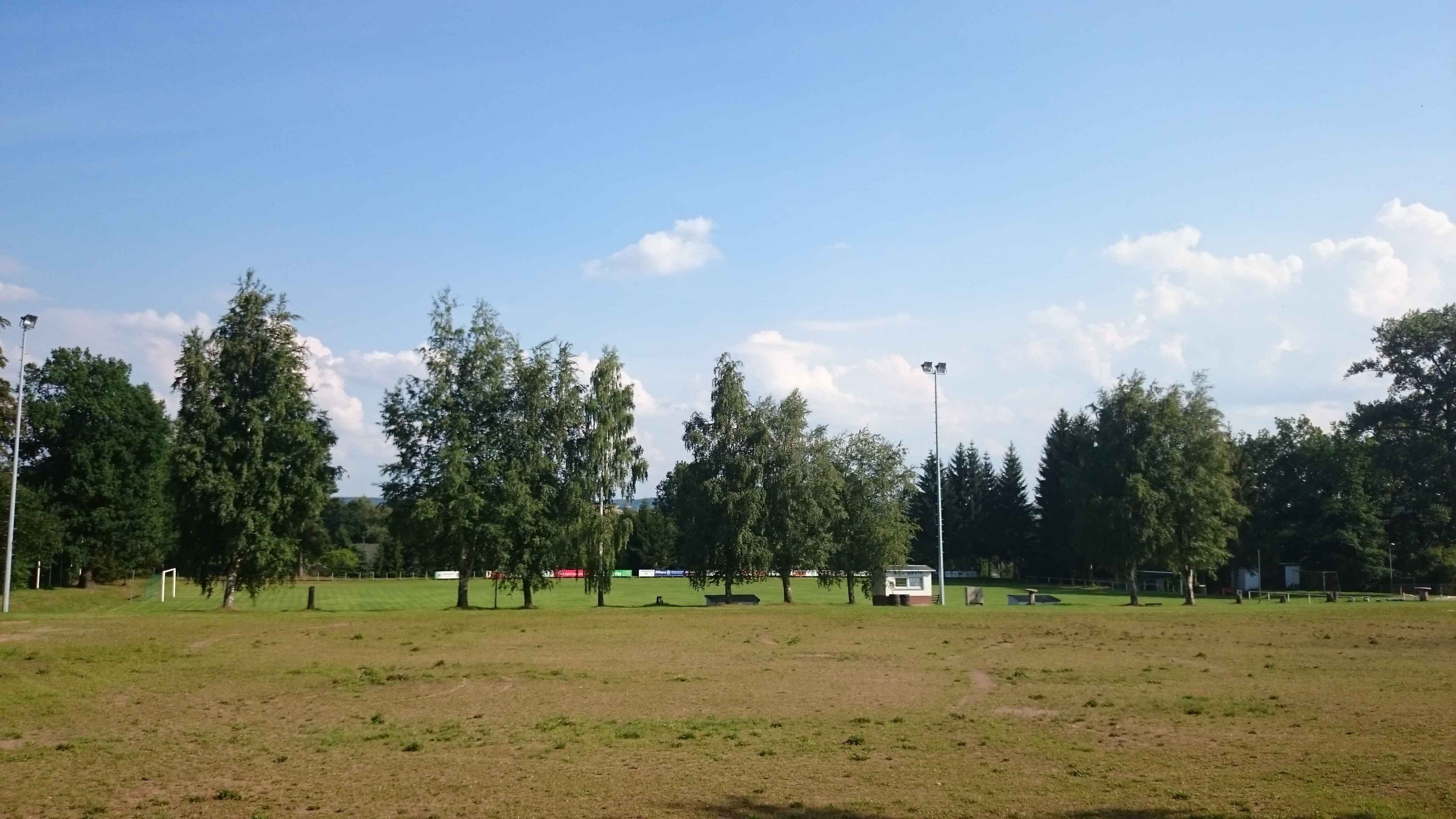
Fußballgelände von Lugau

In Lugau besteht ein vielfältiges Vereinsleben, vertreten sind dabei Motorsport MSC Lugau, Ringen Ringerverein Eichenkranz 1908 e. V., Tischtennis, Volleyball, Fußball mit Frauen- und Männermannschaft und Gymnastik.
Auf einer ehemaligen Abraumhalde des Gottes-Segen-Schachts befindet sich die Rennstrecke Glück Auf. Hier finden regelmäßig Veranstaltungen in den Kategorien Moto-Cross, Enduro und Geländewagen Offroad statt. Seine Bekanntheit erlangte der Kurs durch Internationale Deutsche Meisterschaftsläufe.
Zwischen Oberschule und Steegenwald ist das Lugauer Freibad zu finden, welches auch ein Beachvolleyballfeld beinhaltet.

### Parks

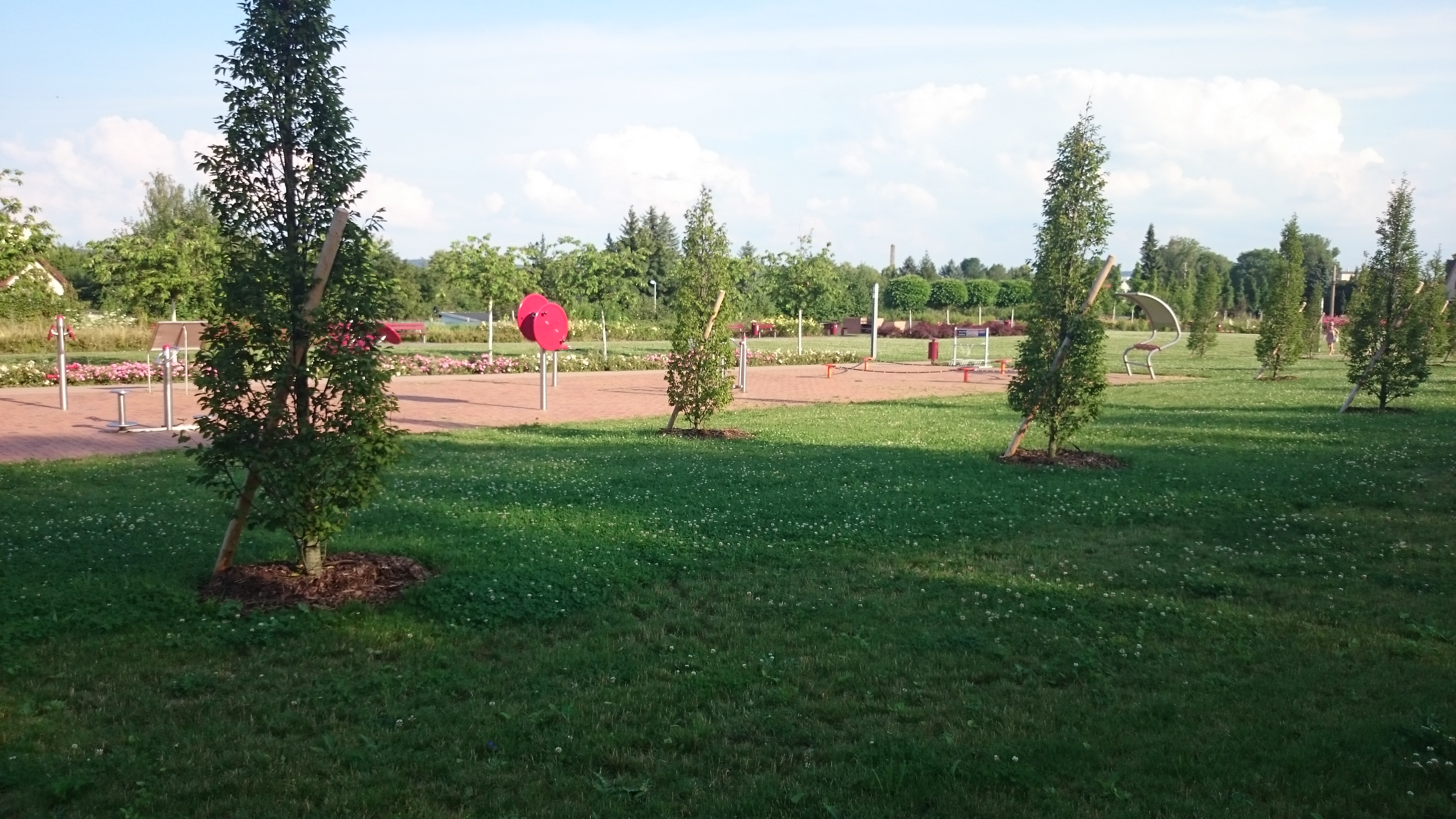
Der Stadtpark von Lugau mit Sportanlagen

- Stadtpark im Zentrum der Stadt auf dem ehemaligen Güterbahnhof.
- Pfarrgrund: In Niederlugau befindet sich direkt an dem Friedhof angrenzend der Pfarrgrund. Dieser beinhaltet ein kleineres Wald- und Erholungsgebiet.
- Pfarrwald: Zwischen dem Ortsteil Erlbach-Kirchberg und Lugau, befindet sich der Pfarrwald.
- Steegenwald: Zwischen Lugau und der Gemeinde Niederwürschnitz liegt der Steegenwald, dessen Ausdehnung bis nach Leukersdorf verläuft.
- Park mit Freibad
- Grüne Halden aus der Bergbauzeit
- Badgelände Erlbach-Kirchberg: Auf dem ehem. Badgelände finden regelmäßig Veranstaltungen statt.
- Radweg Lugau-Mittelbach: Auf der ehem. Bahnstrecke Lugau-Wüstenbrand befindet sich ein Radweg der die Kernstadt Lugau mit dem Ortsteil Ursprung verbindet, eine spätere Fortsetzung bis zum Hohenstein-Ernstthaler Ortsteil Wüstenbrand ist geplant. Im Jahr 2015 wurde der Radweg in Richtung Niederwürschnitz erweitert. Im Jahr 2018 wurde der Radweg wiederum erweitert er geht jetzt von der Staatsstraße S 246 zur Gewerbeallee in Mittelbach. Dieser Erweiterung des Teilabschnittes begann im Oktober 2017, die Kosten lagen bei ca. 310.000 Euro. Die Planung geht davon aus den Abschnitt bis zur Stadtgrenze zu erweitern. Das soll den Anschluss schaffen zum zukünftigen Radweg Wüstenbrand-Chemnitz, welcher ebenfalls die alte Eisenbahntrasse nutzen soll.

Ein bereits vorhandener Weg wurde durch Asphalt befestigt um somit ein besseres Radfahren zu ermöglichen. Seit Fertigstellung besteht somit eine durchgängig asphaltierte Verbindung bis zum Freizeitgelände Alte Ziegelei in Niederwürschnitz.

### Veranstaltungen Kernstadt Lugau
- Straßenfest des Gewerbevereines
- Motocross
- Lugauer Rathauskonzert
- Lugauer Sommernacht
- Adventsauftakt mit Anschieben der Pyramide vor dem Rathaus
- Niederlugauer Glockenturmfest
- Weihnachtsmarkt (4. Advent)

### Veranstaltungen OT Erlbach-Kirchberg
- Hexenfeuer
- Pfingstfest
- Herbstfest
- Weihnachtsmarkt

Alle Veranstaltungen im OT Erlbach-Kirchberg finden auf dem Badgelände statt.

### Veranstaltungen OT Ursprung
- Hexenfeuer
- Waldsportfest, Waldsportplatz
- Tag des offenen Denkmals, Bahnhof Ursprung
- Simsontreffen

## Wirtschaft und Infrastruktur

### Verkehr

#### Straßenverkehr
- In unmittelbarer Nähe führen die Bundesautobahnen  und  an Lugau vorbei.
- Die Bundesstraße  führt durch die Stadt.
- Es führen die Staatsstraße S 246 und die Kreisstraßen 8807, 8806 und 8804 durch das Stadtgebiet.

#### Busverkehr
- Mehrere Buslinien verbinden Lugau mit dem Umland und erschließen die Stadt.
- Die sogenannte „Grüne Linie“ verbindet Lugau mit Oelsnitz und der großen Kreisstadt Stollberg.
- Von Stollberg und Neuoelsnitz aus verkehren Züge der City-Bahn Chemnitz GmbH in Richtung Chemnitz und St.Egidien/Glauchau.
- Das Unternehmen „Regionalverkehr Erzgebirge“ (RVE) unterhält einen Standort in Lugau mit Werkstatt und Garagen.

#### Bahnverkehr
Lugau liegt an der Bahnstrecke Neuoelsnitz–Wüstenbrand, die seit 2003 (Richtung Wüstenbrand) bzw. 2018 (Richtung Neuoelsnitz) stillgelegt und entwidmet ist. Die nördliche Teilstrecke Lugau–Wüstenbrand wurde 2009 zurückgebaut. Auf der ehemaligen Bahntrasse entsteht seit 2011 ein Radweg namens „Kohlebahnradweg“ in mehreren Bauabschnitten.

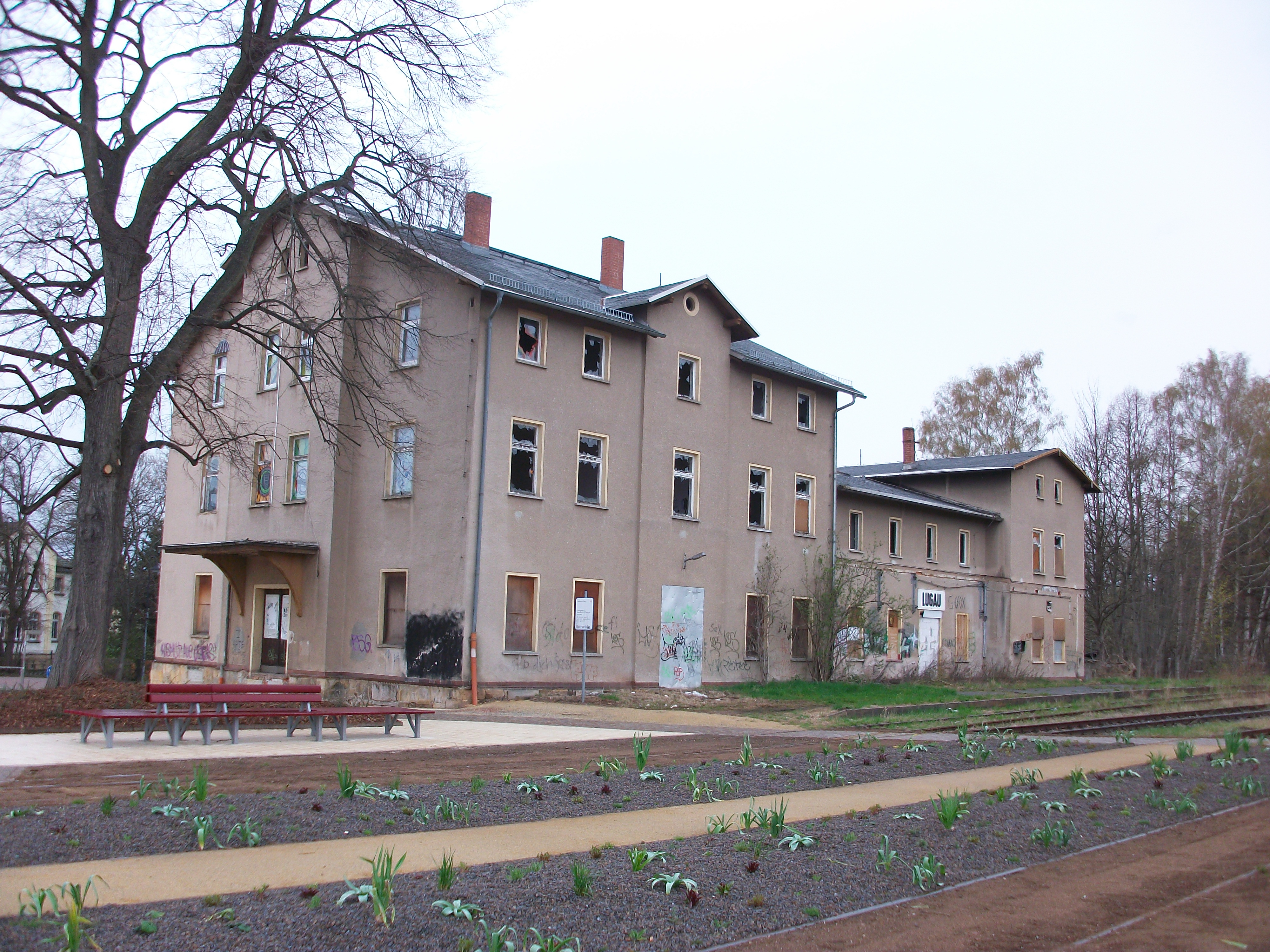
Bahnhof Lugau, Empfangsgebäude vor dem Umbau (2016)
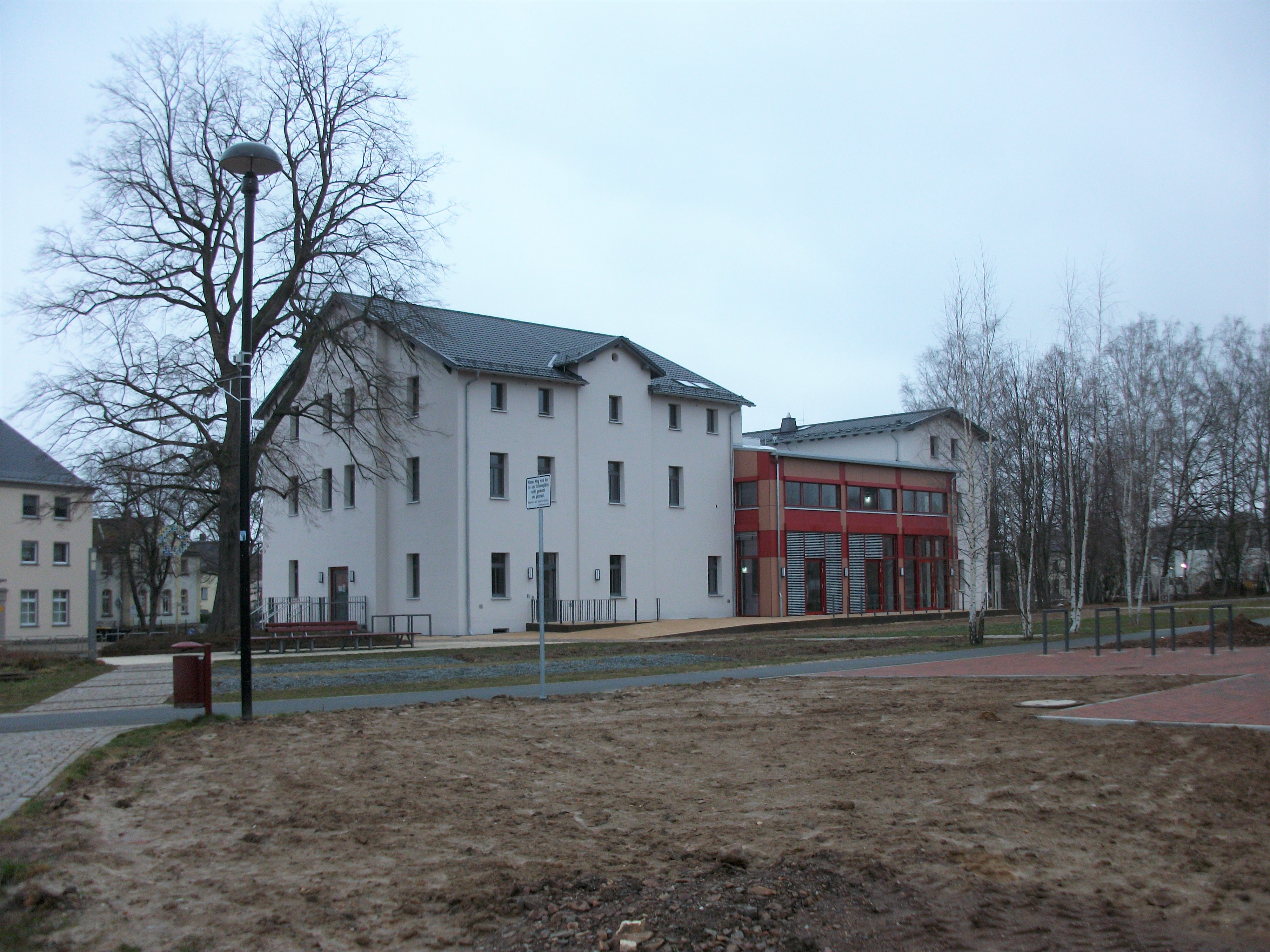
Bahnhof Lugau, Empfangsgebäude nach dem Umbau (2021)
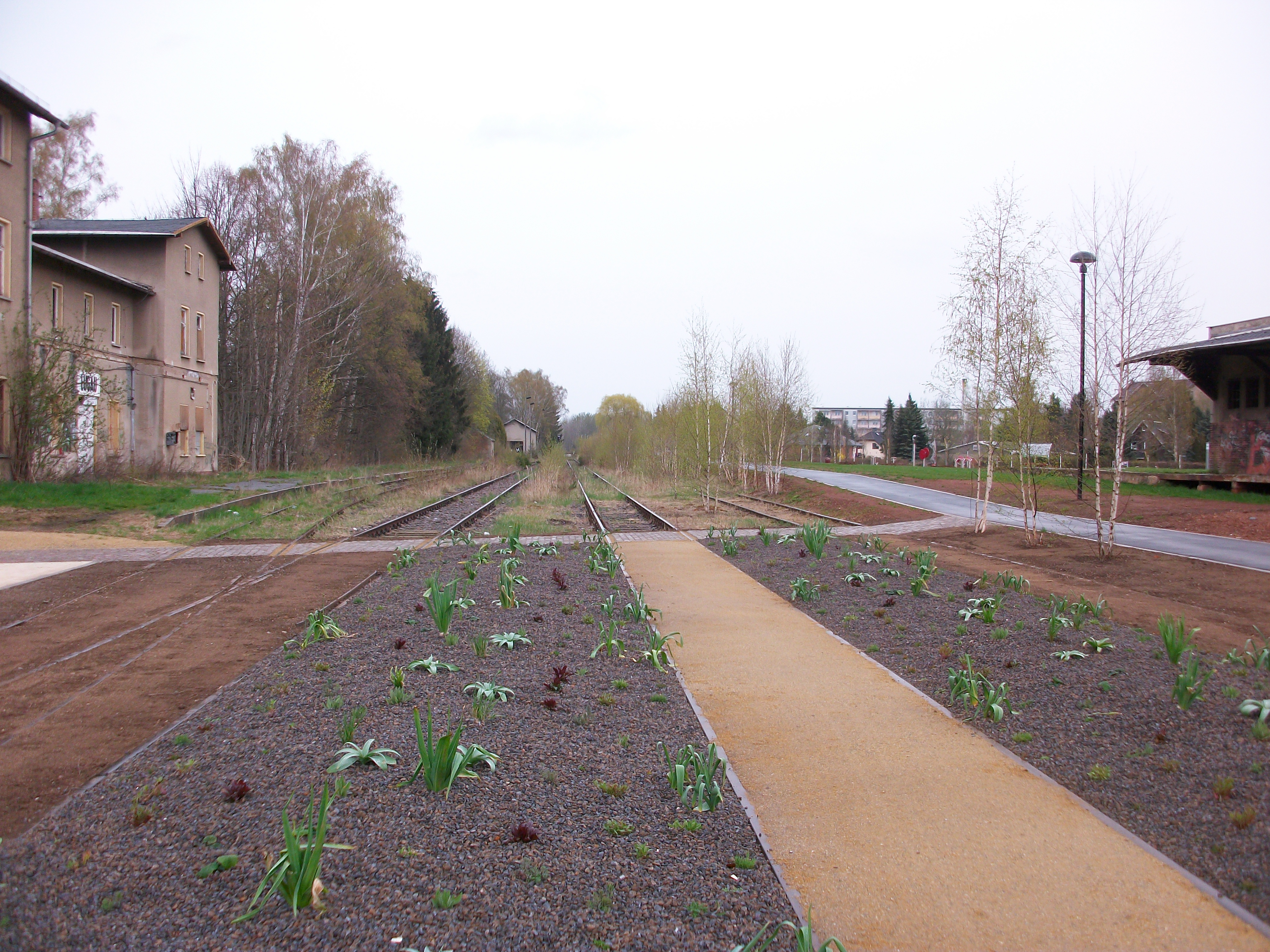
Gleise im Bahnhof Lugau (2016)
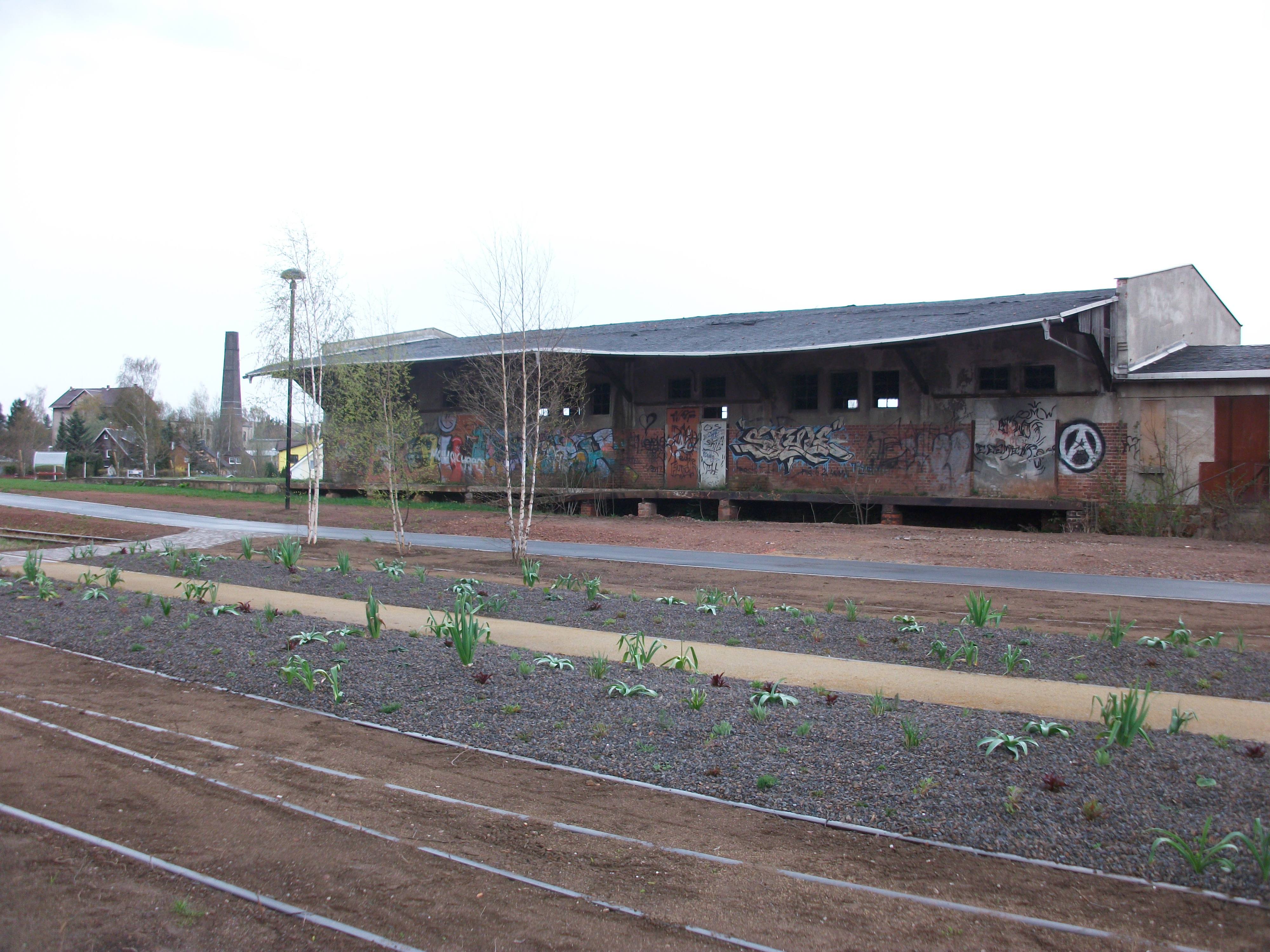
Bahnhof Lugau, Güterschuppen vor dem Umbau (2016)
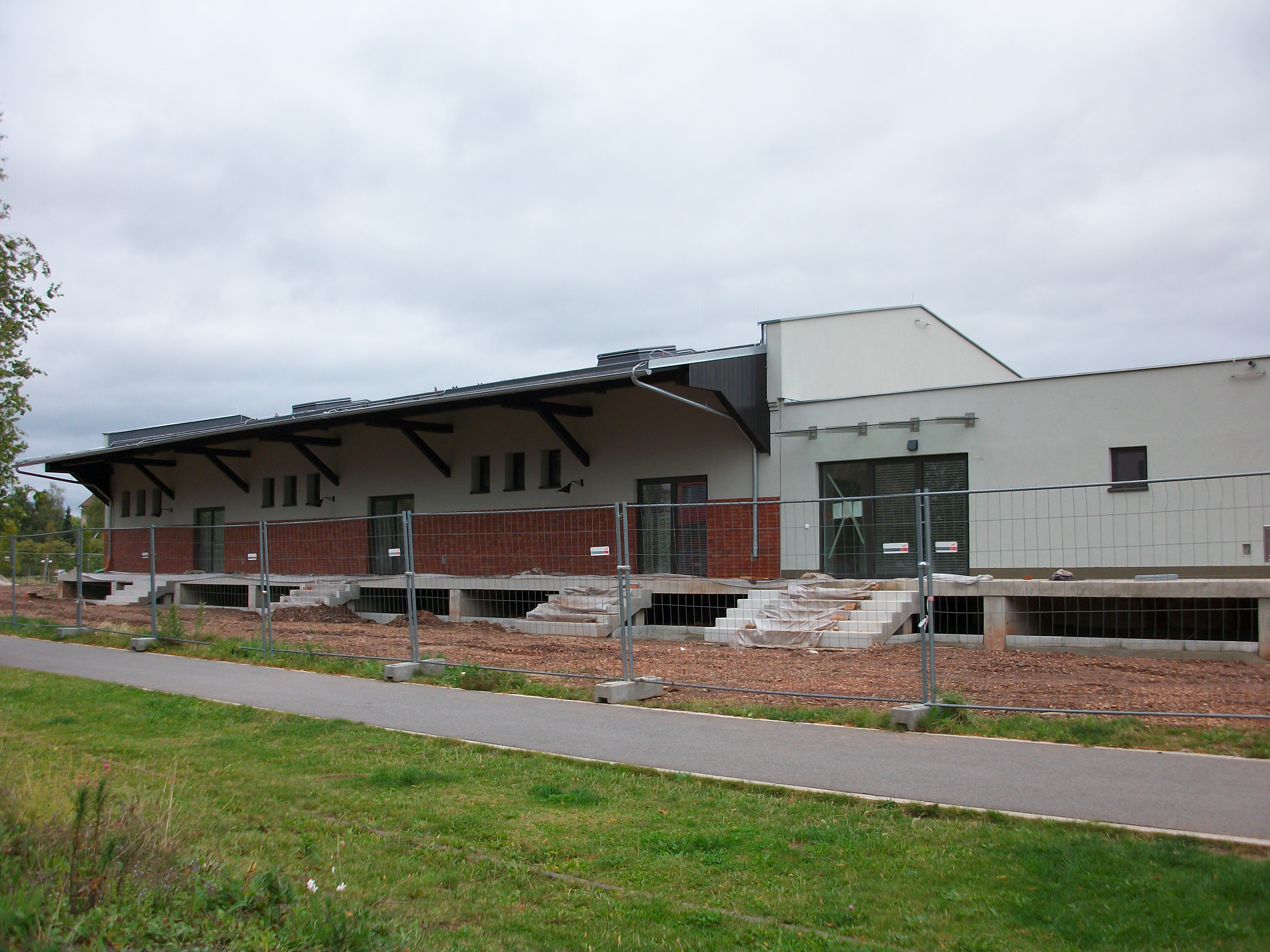
Bahnhof Lugau, Güterschuppen nach dem Umbau (2020)
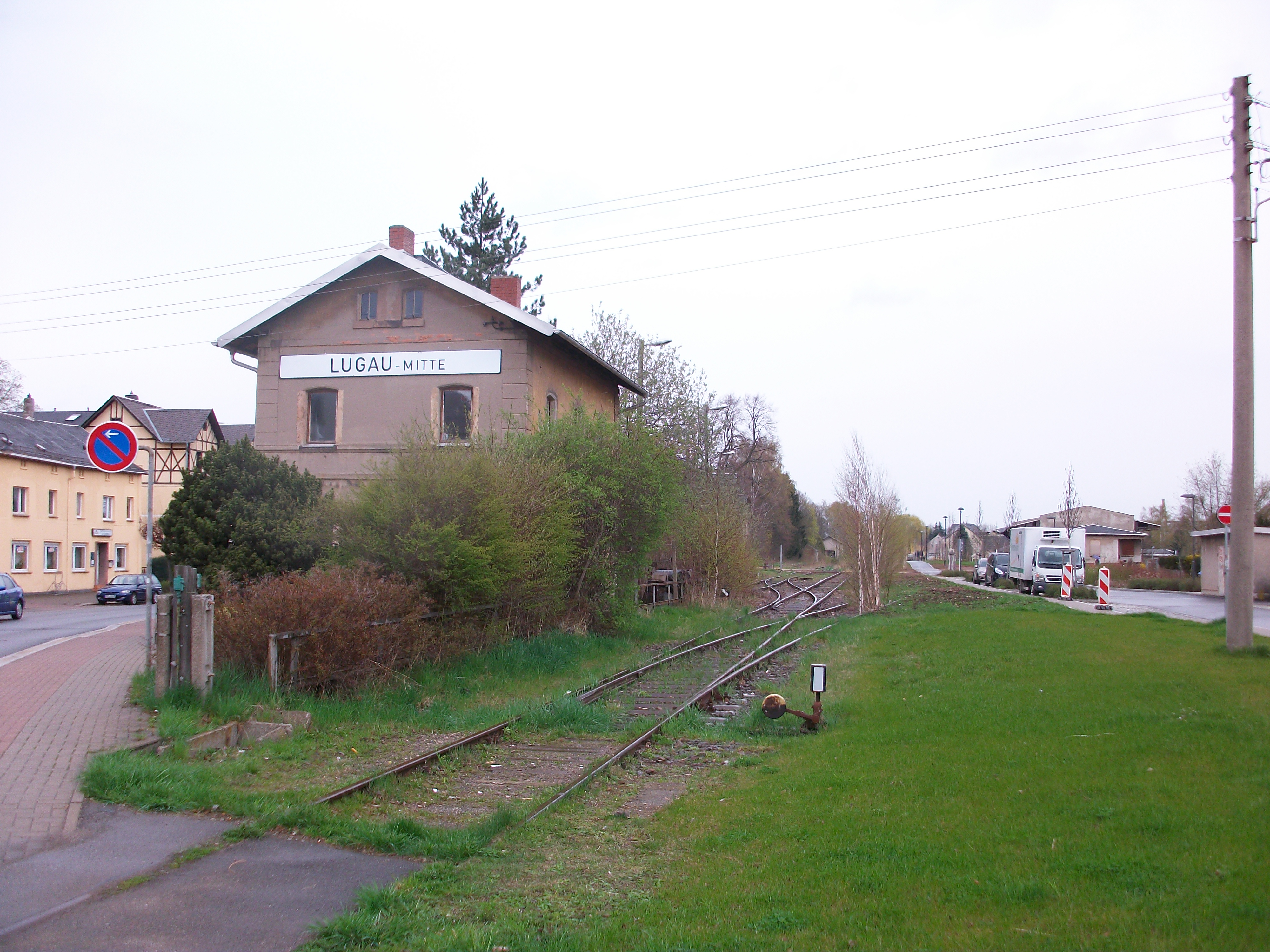
Bahnhof Lugau, Bahnübergang (2016)
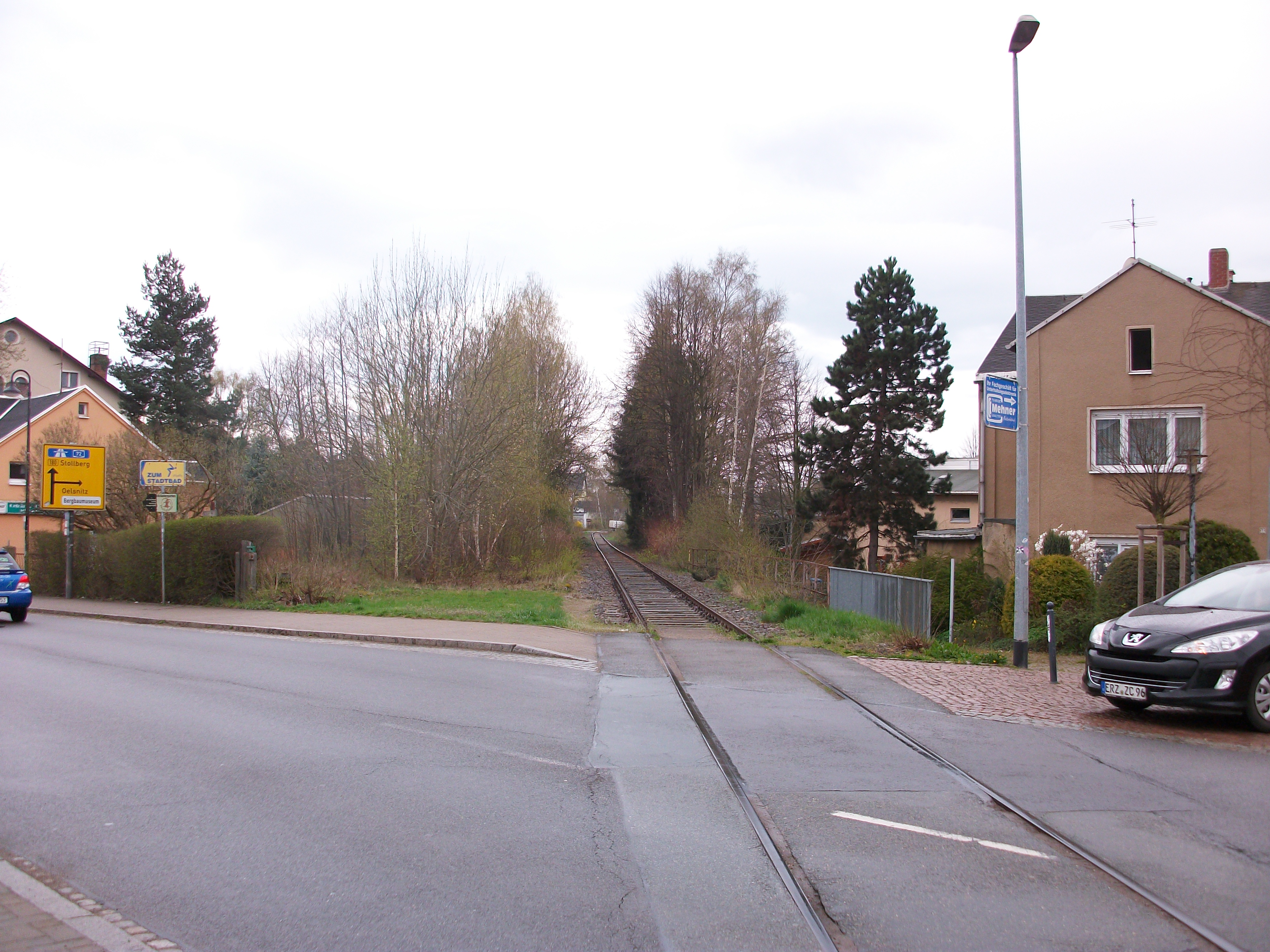
Bahnstrecke beim Bahnhof Lugau (2016)

Am 2. Dezember 1856 erhielt die Chemnitz-Würschnitzer Eisenbahngesellschaft die Konzession für eine Trasse, die bei Wüstenbrand an der Strecke Hauptbahn Dresden–Werdau begann und weitgehend geradlinig zu den bei Lugau gelegenen Bergwerken führte. Die Strecke wurde am 15. November 1858 für den Güterverkehr eröffnet. Fast vier Jahre später, am 1. August 1862, wurde auch der ursprünglich nicht geplante Personenverkehr aufgenommen. Um 1875 besaßen die meisten Lugauer Bergwerke einen Bahnanschluss.
Am 15. Mai 1879 wurde die Erweiterung zum Bahnhof Neuoelsnitz (damals Bahnhof Höhlteich) eröffnet. Der größte Bahnhof auf der Strecke zwischen Wüstenbrand und Neuoelsnitz war der Bahnhof Lugau.
Am 10. August 1990 wurde der Personenverkehr eingestellt, am 28. September 1996 erfolgte auch offiziell die Einstellung des Güterverkehrs auf der Strecke.

#### Radverkehr
Im Jahre 2012 wurde damit begonnen, auf der stillgelegten Bahnstrecke Neuoelsnitz–Wüstenbrand im Bereich Lugau bis Querung S246 Abfahrt Leukersdorf den Kohlebahnradweg zu errichten. In den Jahren zuvor wurde dafür die ehemalige Bahnstrecke rückgebaut. Mit dem eigentlichen Trassenbau wurde Anfang 2013 begonnen. Im Oktober 2013 erfolgte die Eröffnung des Radweges. Im Jahr 2018 erfolgte die Eröffnung der Erweiterung bis Mittelbach. Ab 2022 bis ins Jahr 2023 wurde der Radweg bis nach Wüstenbrand erweitert. Aktuell (2025–2026) wird der Radweg auf ca. 2 km bis Neuoelsnitz verlängert und soll das Bergbaumuseum Oelsnitz/Erzgebirge sowie an Karlsroute anbinden.

### Ansässige Unternehmen
Zwischen Lugau und Oelsnitz/Erzgeb. an der Pflockenstraße befindet sich ein Gewerbegebiet. Außerdem unterhält Lugau mit der Stadt Oelsnitz/Erzgeb. das Gewerbegebiet „Hoffeld“.
Das größte Unternehmen in Lugau ist die BGH Edelstahl Lugau GmbH mit etwa 260 Mitarbeitern.

### Medien
- Lugauer Anzeiger – Amtsblatt für Lugau (mit Ortsteilen Erlbach-Kirchberg und Ursprung)

### Bildung

#### Vorschulische Betreuung
- Kindergarten „Kinderland“ der Johanniter-Unfall-Hilfe – Vertrauenschachtstraße 2
- Kindergarten „Friedrich Fröbel“ – Hohensteiner Straße 3
- Kindergarten „Sonnenkäfer“ des Behindertenverbandes – Clara-Zetkin-Straße 11
- Kindergarten „Gockelhahn“ – Dorfstraße 90, Ortsteil Erlbach-Kirchberg

#### Öffentliche Schulen
- Grundschule mit Hort – Schulstraße 6
- Oberschule am Steegenwald – Sallauminer Straße 88

#### Private Schulen
- Evangelische Montessori-Grundschule – Dorfstraße 150, Ortsteil Erlbach-Kirchberg

#### Berufliche Bildung
- NB Bildungszentrum Lugau – Feldstraße 13

#### Bibliothek
- Lugauer Stadtbibliothek im Kulturzentrum „Villa Facius“ – Hohensteiner Straße 2
- Bibliothek Erlbach-Kirchberg – Dorfstraße 154

#### Museen
- Galerie im Kulturzentrum „Villa Facius“ – Hohensteiner Straße 2
- Bahnhofsmuseum der Lugauer Eisenbahnfreunde – Am Bahnhof 2

## Persönlichkeiten

### Söhne und Töchter der Stadt
- Friedrich Engel (1861–1941), Mathematiker, verfasste mit Sophus Lie die „Theorie der Transformationsgruppen“
- Rudolph Facius (1861–1921), Unternehmer (Kammgarnspinnerei Rudolph Facius & Söhne) und Politiker, MdL (Königreich Sachsen)
- Walter Frey (1909–1966), Politiker, Oberbürgermeister von Remscheid
- Henry Kaufmann (1921–2010), Musiker und Komponist
- Kurt Lohberger (1914–2008), Militär, Interbrigadist, Leiter der Gesellschaft für Sport und Technik
- Martin Viertel (1925–2005), Schriftsteller
- Gerhard Franke (1926–2002), Maler
- Horst Neubert (1932–2015), Schriftsteller
- Lothar Meier (* 1941), Politiker (PDS), Mitglied der Volkskammer der DDR und des Landtags von Mecklenburg-Vorpommern
- Klaus Sommer (1943–2000), Schlagersänger
- Klaus Müller (* 1944), Wirtschaftswissenschaftler und Hochschullehrer
- Stefan Franke (* 1946), Jurist, Richter und Staatssekretär

### Personen mit Bezug zu Lugau
- Adolf Hennecke (1905–1975), Bergmann, Aktivist
- Klaus Hirsch (1941–2018), Maler, Grafiker und Designer
- Klaus Tischendorf (1962–2024), deutscher Politiker (Linke), Mitglied des sächsischen Landtags
- Thomas Dietz (* 1967), deutscher Politiker (AfD), MdB
- Katja Dietz (* 1970), Politikerin (AfD)